# Médaille Cantor
Pour les articles homonymes, voir Cantor.

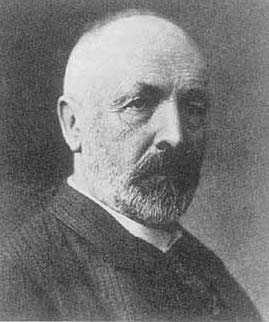
Georg Cantor, mathématicien allemand

La médaille Cantor est une distinction mathématique décernée à des mathématiciens germanophones permettant de grandes avancées. Elle a été instituée par la Deutsche Mathematiker-Vereinigung (Union Allemande des Mathématiciens) en hommage à Georg Cantor (1845 - 1918).
Le prix est décerné au plus tous les deux ans, l'année qui suit le congrès de la Société.

## Lauréats
- 1990 : Karl Stein[2]
- 1992 : Jürgen Moser[2],[3]
- 1994 : Erhard Heinz[2]
- 1996 : Jacques Tits[2]
- 1999 : Volker Strassen[2]
- 2002 : Yuri Manin[2]
- 2004 : Friedrich Hirzebruch[3]
- 2006 : Hans Föllmer[3]
- 2008 : Hans Grauert[3]
- 2010 : Matthias Kreck[4]
- 2012 : Michael Struwe[5]
- 2014 : Herbert Spohn[6]
- 2017 : Gerd Faltings[7]
- 2019 : Hélène Esnault[8]
- 2021 : Martin Grötschel[9]
- 2024 : Felix Otto